# Пропилеи
Пропиле́и (др.-греч. προπύλαιον, от др.-греч. προ — «перед» и др.-греч. πύλαι — «ворота») — парадный проход, проезд, образованный портиками и колоннами, расположенными симметрично оси движения на каком-либо (главным образом — священном) участке (позднее — в архитектурном ансамбле или в дворцово-парковом комплексе).
В других источниках указано, что в Древней Греции пропилеи — парадный вход, род сеней или преддверия, преимущественно в храмах, украшенного колоннами. Большинство пропилей в античное время представляли собой торжественно устроенные въезды или входы на участки храмов или административных зданий, и примыкали к ограде или крепостной стене. Наиболее распространены пропилеи, образованные двумя стенами, с боков ограждающими проход, и одной поперечной стеной с проёмами, пересекающей проход примерно посередине его длины; имеющими колоннады на обоих фасадах. Характерны для архитектуры Древней Греции (известны уже в эпоху Эгейской культуры). Выдающимся памятником архитектуры являются знаменитые пропилеи, оформляющие вход на акрополь в Афинах (437—432 до н. э.). Известны остатки пропилей булевтерия на афинской агоре, а также остатки пропилей ряда эллинистических и римских храмов.
Позднее, в конце XVIII — начале XIX веков, к этому типу сооружений обращались многие архитекторы классицизма, искавшие в качестве прототипов своих сооружений не древнеримские, а эллинские формы архитектуры. Основное архитектурное отличие греческих пропилей от древнеримских триумфальных ворот заключается в том, что в них используется не арочная форма, а горизонтальное, так называемое архитравное, перекрытие.
Во второй половине XIX и в XX веках композицию греческих пропилей, как и римских триумфальных арок, использовали при возведении особо значительных торжественных архитектурных ансамблей.
На Востоке и в Азии характер пропилей и частично их колонны и колоннады имеют главные торжественные входы старинных и современных индуистских и буддистских храмов и целых храмовых комплексов, а также домов священнослужителей и монастырей, кладбищ и отдельных известных захоронений. Среди наиболее известных — колоннады входа буддийской Золотой Ступы в Янгоне (Мьянма), многочисленные торжественные ворота храмовых комплексов Ангкор-Вата в Камбодже, индуистских и буддистских храмов Индии.

## Пропилеи афинского Акрополя
Самой выдающейся сохранившейся достопримечательностью древнегреческой архитектуры эпохи высокой классики являются Пропилеи афинского Акрополя (437—432 до н. э, архитектор Мнесикл). В качестве материала был использован белый пентелийский мрамор и серый элевсинский мрамор. Строительство началось в эпоху Перикла и было приостановлено из-за нехватки средств, когда сами Пропилеи ещё не были завершены.
Афинские пропилеи состоят из центральной основной части и двух примыкающих крыльев — внешнего крыла на западе и восточного крыла. Основу центральной части составляют 6 дорических колонн, стилистически и по общему впечатлению перекликающиеся с колоннами Парфенона. С двух сторон центрального прохода — ионические колонны. Считается, что при сооружении Пропилей сочетание двух ордеров было применено в древнегреческой архитектуре впервые. Также центральная часть включает 5 ворот/проёмов (центральный проём, шириной 4,18 м и высотой 7,37 м, предназначался для прохода жертвенных животных) и Центральный коридор, который должен был стать для древних греков кульминацией на Священном пути от Элевсина к Афинскому Акрополю. К западной части сооружения примыкали павильоны пинакотеки и библиотеки. Эти павильоны вместе с расположенным на склоне холма близ Пропилей храмом Ники Аптерос создают впечатление асимметричности сооружения.

### Реконструкция
В ходе турецкой и итальянской реставрации Пропилей конца XIX — первой половине XX вв. помимо ремонтных работ из колонн были извлечены гигантские, в высоту колонн, античные сердечники цветного металла, потом, вероятно, пропавшие или украденные, заменённые затем на железные или бронзовые аналоги, что быстро привело к патине и почернению блоков колонн к концу XX века.
Частичная реконструкция Пропилей была начата Министерством культуры Греции в 1975 году во время работ по общей консервации Афинского акрополя, однако ещё в 2007 году колонны имели почерневший вид.
20 декабря 2009 года завершён 7-летний проект реконструкции и восстановления Пропилей Афинского акрополя.
В ходе работ демонтированы и вновь собраны 600 тонн блоков, с помощью мраморных балок восстановлена часть древней крыши. Группа реставраторов создала копии древних ионических капителей, которыми украшены колонны Пропилей.
Также было снято 255 мраморных блоков, которые должны быть очищены от металлических штифтов, установленных реставраторами в 19 веке и вызвавших дальнейшее растрескивание мрамора.
Общая стоимость проекта реставрации Афинских Пропилей составила 6,5 млн € (или в эквиваленте 9,3 млн $).

## В России
- Пропилеи главного входа Московского парка Победы в Санкт-Петербурге
- Пропилеи при подъезде к зданию Смольного института в Санкт-Петербурге (1923—1925 гг.)
- Пропилеи мемориального комплекса на Пискарёвском мемориальном кладбище в Санкт-Петербурге (1960 г.)
- Пропилеи центральной набережной Волгограда (1952 г.)[11]
- Пропилеи стадиона города Волжский, Волгоградская обл.
- Пропилеи в Москве на территории Дворца пионеров на Воробьёвых горах

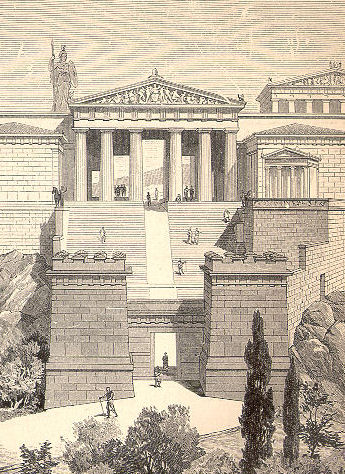
Пропилеи Акрополя
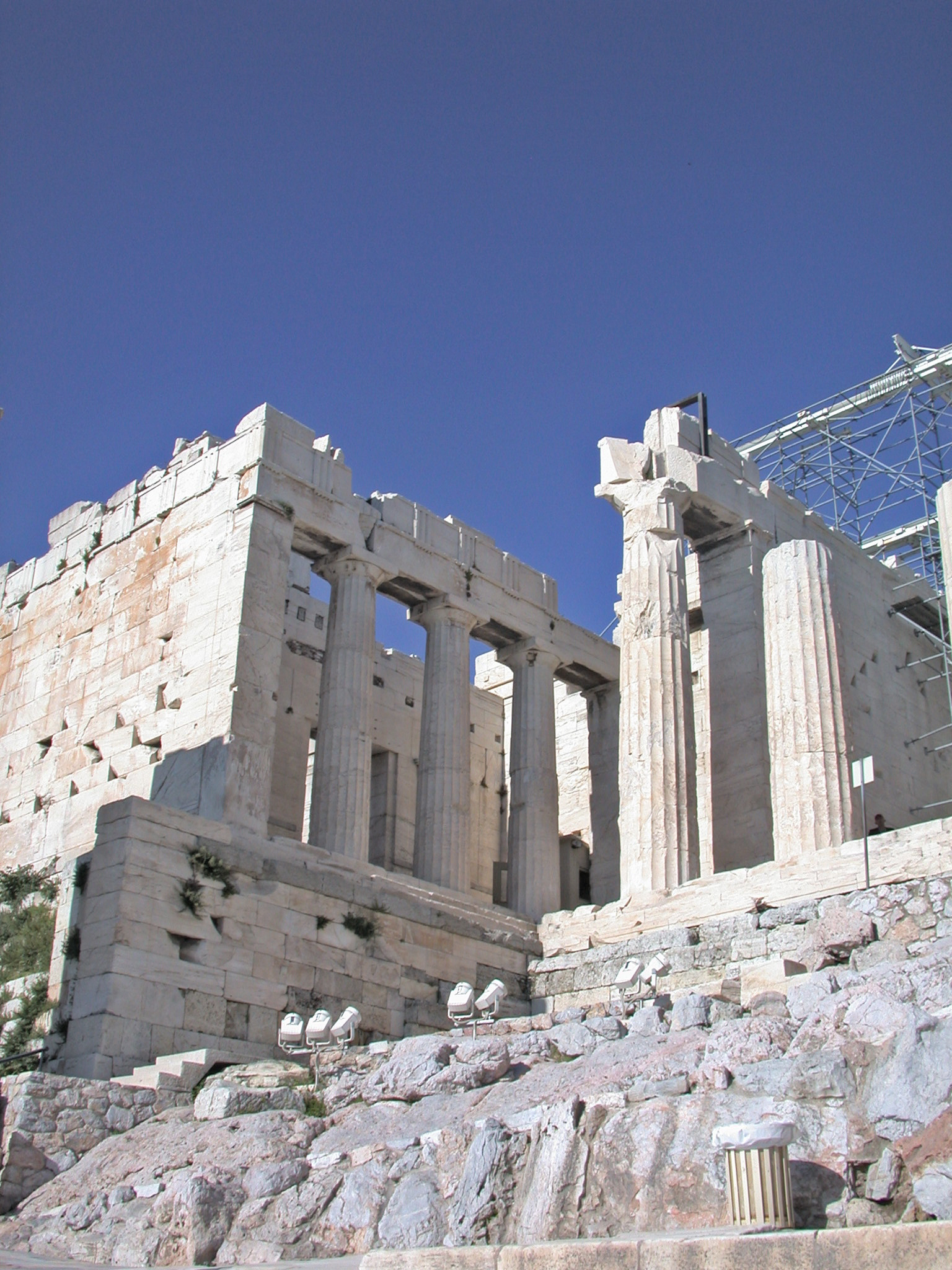
Пропилеи Акрополя
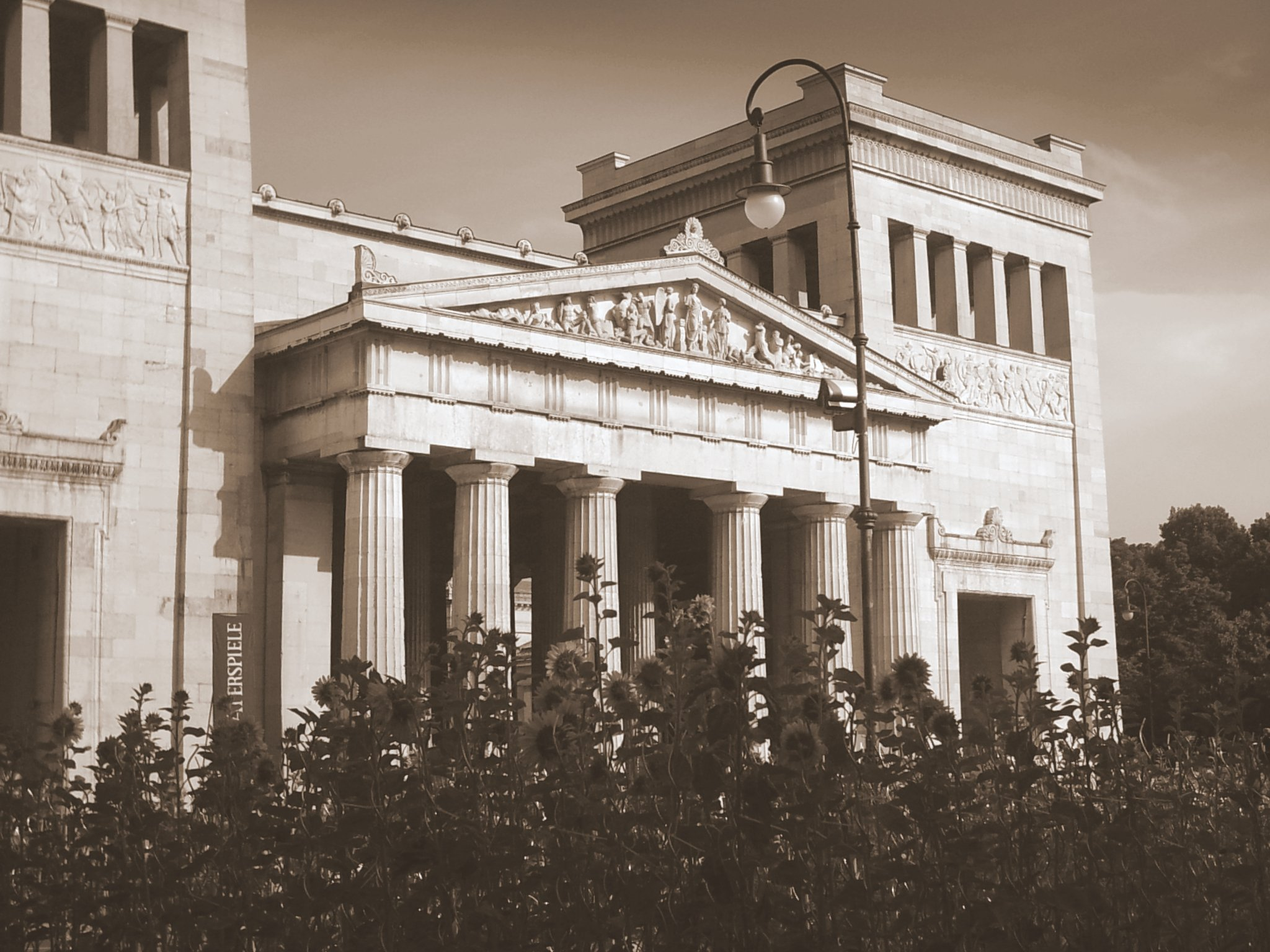
Пропилеи в Мюнхене. Проект Лео фон Кленце
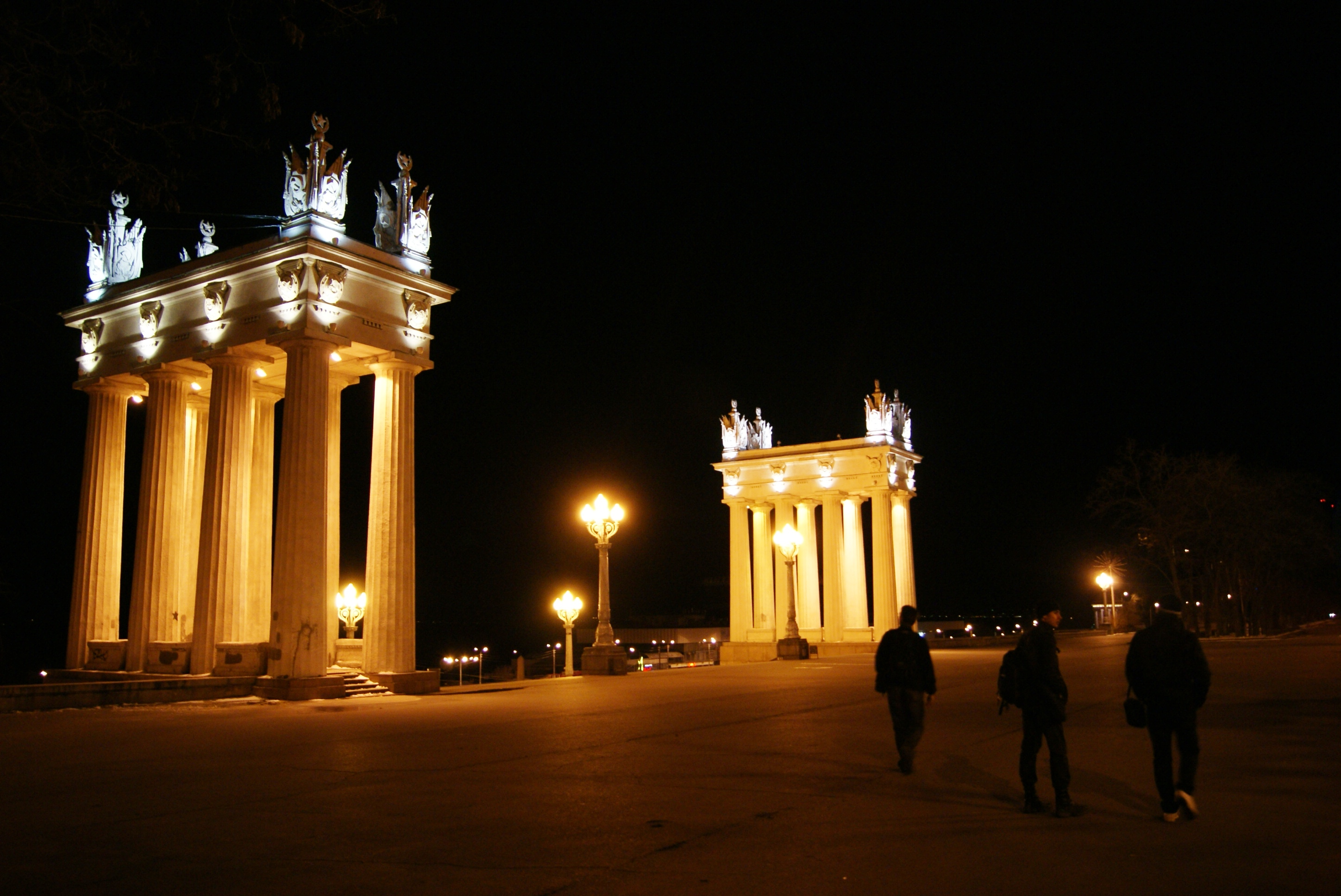
Пропилеи центральной набережной Волгограда